# Siphonodendron
Siphonodendron is een geslacht van uitgestorven hoornkoralen, dat leefde tijdens het Carboon.

## Beschrijving
Dit koraal was een kolonievormend organisme met vrijstaande thecae (enkelvoud theca: het buisachtige kalkskelet van een individu). De struikvormige kolonie had uitstralende, ten slotte vaak min of meer parallelle thecae. De columella (centrale zuil) had een op doorsnee ovale vorm. Het geslacht bewoonde kalk- en slibafzettingen in ondiep water. De normale calyxdiameter bedroeg ongeveer 2,5 centimeter.